# ستيفان غيتس
ستيفان غيتس (بالإنجليزية: Stefan Gates)‏ هو مقدم تلفزيوني بريطاني، ولد في 28 نوفمبر 1967 في لندن في المملكة المتحدة.

## وصلات خارجية
- ستيفان غيتس على موقع IMDb (الإنجليزية)
- ستيفان غيتس على موقع قاعدة بيانات الفيلم (الإنجليزية)